# Pyralinae
Pyralinae (лат.) — подсемейство чешуекрылых насекомых из семейства огнёвок.

## Описание
17—42 мм. Основная окраска крыльев фиолетово-красная, красно-коричневая, жёлто-розовая, серая, коричневая, с рисунком из чётких поперечных линий или полос, различного цвета и ширины; если полосы и линии отсутствуют, то рисунок из коричневых и жёлтых пятен неправильной формы. Синантропные формы повреждают запасы продуктов. В России около 30 видов.

## Систематика
- Endotrichini Ragonot, 1890 (= Endotrichinae)
  - Endotricha flammealis (Denis & Schiffermüller, 1775)
  - Endotricha ignealis  Guenée, 1854
  - Endotricha pyrosalis Guenée, 1854
- Hypotiini| Chapman, 1902 (= Hypotiinae)
  - Hypotia Zeller, 1847
- Pyralini
  - Pyralis farinalis Linnaeus, 1758
  - Pyralis manihotalis Guenée, 1854
  - Pyralis pictalis (Curtis, 1834)
  - Synaphe punctalis Fabricius, 1775
- Incertae sedis
  - Delopterus
  - Katja
  - Loryma
  - Namibina
  - Namibiodes
  - Pithyllis
  - Pseudozitha
  - Pyralosis
  - Scotomera
  - Sindris
  - Tyndis
  - Zitha